# Lepanto (etnia)
Los lepanto son un grupo étnico que habita en unos treinta poblados, en la parte occidental de la subprovincia de Bontok y de la provincia Ilocos Sur, en el norte de Luzón, una isla de las Filipinas.

## La etnia
Los lepanto están divididos, en general, en seis grandes grupos de descendencia bilateral. Hablan una lengua similar a las lenguas kankanai septrentrionales y practican la agricultura del arroz en bancales, de la misma manera que sus vecinos, los bontok. Sus asentamientos están densamente poblados. Las casas pueden ser de dos o tres plantas; las unidades domésticas constan de una entidad conocida como obon, y no están basadas siembre en el parentesco. Respecto a la riqueza, no existen diferencias marcadas. Los ritos funerarios juegan un importante papel en su cultura.

## Comandancia Político-Militar
En el siglo XIX, la población de las comandancias-político militares se componía de infieles repartidos en rancherías o de cristianos recién convertidos organizados en pueblos. En lo político eran regidas por un jefe u oficial del Ejército Español; con atribuciones tanto judiciales como económicas; en lo espiritual están la mayor parte administradas por misioneros, en Lepanto cinco agustinos,  y algunas por párrocos.
La Comandancia Político-Militar de Lepanto contaba a finales del siglo XIX con una extensión territorial de 2,167 km² y una población de 22.975 habitantes. 
Contaba entonces  con 5 pueblos cuya cabecera es Cervantes.